# Lekvattnets landskommun
Lekvattnets landskommun var en tidigare kommun i Värmlands län.

## Administrativ historik
Kommunen inrättades i Lekvattnets socken i Fryksdals härad i Värmland när 1862 års kommunalförordningar trädde i kraft den 1 januari 1863.
Vid kommunreformen 1952 uppgick den i Fryksände landskommun som från 1971 ingår i Torsby kommun.

## Politik

### Mandatfördelning i Lekvattnets landskommun 1938-1946
| 1 | 7 | 1 | 8 |

| 17 |

| 9 | 8 |

| 17 |

| 3 | 7 | 7 |

| 16 |